# Нестеров, Валериан Алексеевич
Валериан Алексеевич Нестеров (14 июня 1923, деревня Анаткас-Марги, Чебоксарский район, Чувашская АССР — 27 марта 2006, Цивильск, Чувашия) — чувашский историк, преподаватель высшей школы, архивист. Участник Великой Отечественной войны.
Известен как составитель и редактор справочника об административно-территориальном делении Чувашии «Населённые пункты Чувашской АССР: 1917—1981 годы», первого исследования АТД Поволжской Республики.

## Биография
Родился 14 июня 1923 года в деревне Анаткас-Марги Чебоксарского района Чувашской АССР.
В 17 лет, в 1940 году, начал трудовую деятельность с учителя сельской школы в Ишлейском районе Чувашской АССР.
В 1941 году В. А. Нестеров был призван в ряды Красной армии и, после обучения, с 1942 года воевал в составе дивизии на Западном фронте. В составе Северной группы участвовал в крупных сражениях на направлении Сухиничи-Брянск и в Курской битве, освобождал Польшу. После перенесённой контузии демобилизован в 1944 году.
С 1945 года обучался в Московском государственном историко-архивном институте (ныне Московский историко-архивный институт). После его окончания поступил в аспирантуру Казанского филиала Академии Наук СССР. С 1952 по 1966 год В. А. Нестеров преподавал в Чувашском сельскохозяйственном институте, занимая должности старшего преподавателя, заведующего кафедрой.
С 1966 года и до ухода на заслуженный отдых, всего более 20 лет В. А. Нестеров работал в Центральном государственном архиве Чувашской АССР. Прошёл ступени карьеры от старшего методиста, старшего научного сотрудника и заведующим отделом публикации и использования документов.
Автор более 170 научных работ.
Составил и редактировал «Справочник о фондах Центрального государственного архива Чувашской АССР», справочник «Населённые пункты Чувашской АССР: 1917—1981 годы» (удостоен Диплома Главного архивного управления при Совете Министров РСФСР «За лучшую научную работу в области справочно-информационных изданий»), брошюры «Архивное строительство в Чувашской АССР». Совместно с Научно-исследовательским институтом при Совете Министров Чувашской АССР В. А. Нестеровым подготовлены сборники документов «Крестьянская война под предводительством Емельяна Пугачёва в Чувашии», «Законы и постановления о Советах Чувашской АССР (1920—1987 годы)».
Скончался 27 марта 2006 года в городе Цивильск.